# Ротелла
Ротелла (італ. Rotella) — муніципалітет в Італії, у регіоні Марке,  провінція Асколі-Пічено.
Ротелла розташована на відстані близько 150 км на північний схід від Рима, 75 км на південь від Анкони, 12 км на північ від Асколі-Пічено.
Населення — 894 особи (2014).

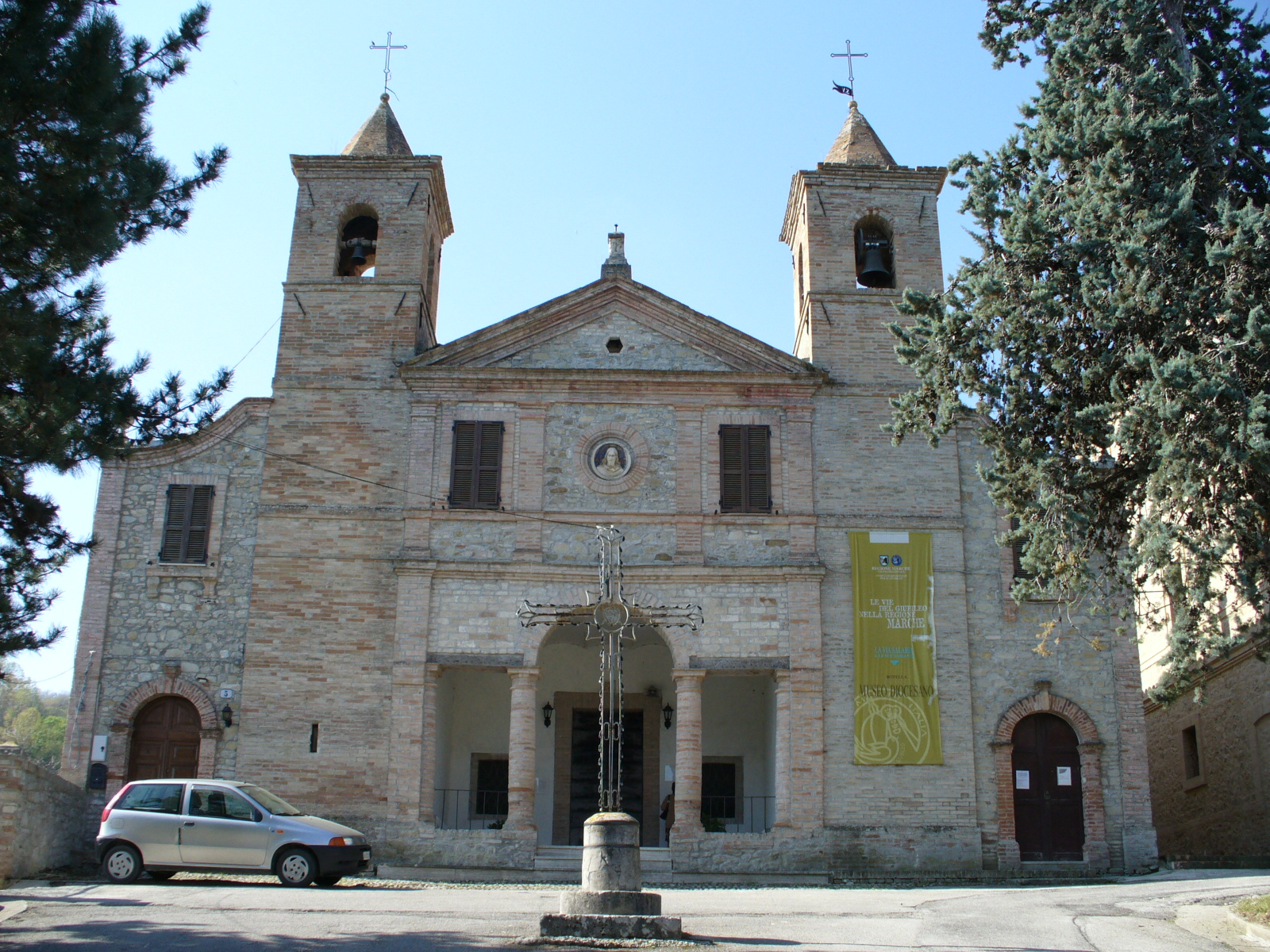

Щорічний фестиваль відбувається 10 серпня. Покровитель — святий мученик Лаврентій.

## Демографія
Населення за роками:

Станом на 1 січня 2023 року в муніципалітеті офіційно проживало 60 іноземців з 18 країн, серед них 20 громадян країн Євросоюзу та 2 громадяни України.

## Сусідні муніципалітети
- Асколі-Пічено
- Кастіньяно
- Форче
- Монтедінове
- Монтельпаро
- Венаротта